# Centro ambientale archeologico di Legnago
Il Centro Ambientale Archeologico - Museo Civico, situato a Legnago in provincia di Verona, è stato inaugurato nel 2001 e rappresenta un importante luogo per la raccolta, documentazione e valorizzazione del patrimonio archeologico e ambientale del territorio della bassa veronese.
Dal 2009, con la collaborazione della Fondazione Fioroni, ha dato origine alla prima rete museale della pianura veronese, denominata Legnago Musei, la quale si ripropone di sviluppare un'offerta formativa estesa e differenziata per soddisfare bisogni e richieste didattiche delle scuole di ogni ordine e grado.

## Storia
Nata come caserma di cavalleria sotto il dominio francese, l'antica struttura militare fu completata dagli Asburgo alla fine del XIX secolo, dopo l'annessione del Veneto all'Impero d'Austria, secondo quanto stabilito dal Congresso di Vienna nel 1815.
In un'ottica di una più generale riorganizzazione del sistema difensivo asburgico in Italia e a seguito della visita da parte dell'imperatore Francesco I, nello stesso 1815 iniziarono numerosi interventi di miglioramento degli edifici bellici e di difesa all'interno della cittadina. In questa occasione gli austriaci riadattarono la già presente struttura francese per consentire l'alloggio del corpo di cavalleria di stanza in città. Per mezzo delle opere di riqualificazione e risistemazione attuate per volere asburgico, la fortezza legnaghese diventò quindi uno dei quattro capisaldi del sistema difensivo Lombardo-Veneto denominato "Quadrilatero".
La struttura fu successivamente convertita in un ospedale militare detto "alla prova", poiché in grado di resistere alle eventuali esplosioni e ai colpi di artiglieria grazie all'inserimento di un massiccio terrapieno di rinforzo nel sottotetto e alla presenza di solide mura di sostegno.
Nel 1866, con l'annessione del Veneto al Regno d'Italia, lo stabile fu ceduto dal demanio militare del Regio Esercito al comune di Legnago. In seguito, alla fine degli anni Venti del '900, sulla facciata dell'edificio furono murate le lapidi, gli stemmi e una testina romanica provenienti dalle campagne di scavo effettuate tra il 1926 e il 1929 presso la località Torretta. Durante il corso degli anni Trenta del XX secolo, le ampie sale a volta dell'ex ospedale "alla prova" ospitarono, su iniziativa di Alessio De Bon, la prima esposizione cittadina dei reperti preistorici rinvenuti nelle campagne delle località delle Valli Grandi Veronesi.
Danneggiata gravemente dai molteplici bombardamenti indirizzati al vicino ponte ferroviario nel corso della seconda guerra mondiale, la sede fu completamente restaurata nel 1999 per iniziativa del Consorzio di Bonifica Valli Grandi e Medio Veronese e del Comune di Legnago.

## Descrizione
Il Centro Ambientale Archeologico nasce da un progetto dell'Assessorato alla Cultura della Regione Veneto. Rappresenta un luogo di raccolta, conservazione e valorizzazione dell'ambiente fluviale dell'Adige e del patrimonio archeologico presente nel territorio della pianura veronese. Il progetto è in collaborazione con ArcheoVeneto, Università degli Studi di Padova e la Soprintendenza per i Beni Archeologici del Veneto. Dal 2010 è parte della rete museale Legnago Musei gestita dalla Fondazione Fioroni.

## Collezioni
Il Centro Ambientale Archeologico è suddiviso per periodi storici in quattro ampi saloni voltati.

### Sala A
Sono esposti i reperti più antichi della collezione che risalgono all'arco temporale compreso tra il 5000 a.C. (Neolitico) e il XIII sec. a.C. (Media Età del Bronzo). Al centro della sala è possibile ammirare un'alabarda, simbolo del potere, proveniente dalla necropoli dell'Olmo di Nogara, nei pressi del fiume Tartaro. Nelle successive vetrine sono invece conservati ed esposti una serie di vasi in ceramica, falcetti e punte di freccia, strumenti in selce, ossa lavorate, boccali, ciotole e tazze provenienti dai siti di scavo di Bovolone, Cologna Veneta e Gazzo Veronese. Sono inoltre presenti reperti archeologici derivanti da alcuni insediamenti edificati su palafitte risalenti all'Età del Bronzo. Una parte della sala è adibita ad isola didattica, all'interno della quale vengono spiegate ed osservate le attività artigianali tipiche dell'Età del Bronzo.

### Sala B
Contiene materiali del Bronzo Medio e Recente. I reperti provengono dalle principali necropoli e insediamenti della bassa pianura veronese: Olmo (Nogara), Scalvinetto (Legnago), Castello del Tartaro (Cerea), Franzine Nuove (Villa Bartolomea) e Cresale (Bovolone). Sono qui custoditi quattro scheletri umani, due maschi e due femmine. La distinzione del sesso degli inumati è stata possibile mediante lo studio delle ossa del cranio, del bacino e del loro corredo funerario costituito rispettivamente da armi ed elementi ornamentali. Si inserisce in questa sala anche lo scheletro di un bue, ritrovato privo di corna e probabilmente sepolto a seguito del suo sacrificio durante un rituale. La collezione è arricchita inoltre da urne cinerarie, frammenti di ceramica micenea quali vasi, anfore, utensili ed elementi in ambra del tipo di Tirinto, di provenienza dal sito di scavo arginato di Fondo Paviani e da quelli di Terranegra (Legnago), Lovara e Villa Bartolomea.

### Sala C
Ospita i reperti risalenti l'Età del Ferro, X-VI sec. a.C., scoperti nell'area della pianura veronese limitrofa a Legnago. Si possono osservare in questa sala alcune urne cinerarie e tombe a dolio (ovvero interrate all'interno di un vaso di grandi dimensioni), per le quali il riconoscimento delle classi sociali di appartenenza dei defunti risulta tuttavia impossibile, essendo esse state ritrovate prive di oggetti di corredo. L'esposizione prosegue con una tomba a inumazione di donna con cavallo, il cui significato rimane tuttora vago, ed un'urna di bambina con diversi oggetti ornamentali come corredo, tra i quali anche un uovo di cigno, animale simbolo di buon auspicio per la vita ultraterrena. La sala vede infine la presenza di reperti rinvenuti nei pressi di Terranegra (Legnago) e la ricostruzione del pavimento del focolare di una capanna appartenente al medesimo insediamento.

### Sala D
La sala espone corredi tombali e beni archeologici quali urne e bracciali, provenienti da necropoli della seconda Età del Ferro, VI-V sec. a.C. Si possono ammirare inoltre i reperti costituenti il corredo di un guerriero celta, tra cui si riconosce anche una panoplia, simbolo della sua importanza sociale. Infine, il corredo di una donna celta e la ricostruzione di tre sepolture. Gran parte dei beni archeologici esposti in questa sala sono stati ritrovati nei pressi di Oppeano (Fondo Gambin, della Franchine, Di Belgioioso), Gazzo Veronese (Dosso de Pol) e Lazisetta (Zevio).
Il museo offre la possibilità di partecipare a percorsi e laboratori didattici archeologici-ambientali.